# Ik omhels je met 1000 armen
Ik omhels je met 1000 armen (2006) is een bewerking van het gelijknamige boek van Ronald Giphart en de laatste film onder regie van Willem van de Sande Bakhuyzen voor zijn overlijden. De regisseur maakte de première zelf niet meer mee.
Zowel de geluidsafdeling als bijrolspeelster Catherine ten Bruggencate wonnen voor Ik omhels je met 1000 armen een Gouden Kalf. De ontwerper van de productie en de cinematograaf kregen eveneens een nominatie, maar verzilverden deze niet.

## Verhaal
De film gaat over de complexe relatie tussen Giph (eerste grote hoofdrol van Tijn Docter) en Samarinde (Carice van Houten). Samarinde is een succesvol model dat deze bloeiende carrière verkiest boven haar arts-assistentschap kindergeneeskunde. Giph is portier in het ziekenhuis en aspirerend auteur.
Hun relatie komt onder forse druk te staan door de uitzichtsloze situatie van Giphs moeder Lotti (Catherine ten Bruggencate), die aan multiple sclerose lijdt. Waar Giph erg introvert en individualistisch met zijn gevoelens hierover omgaat, heeft Samarinde er enorm behoefte aan dat hij zich uit tegenover haar. Terwijl Samarinde in Japan is en totaal niet op de hoogte is van een plotselinge achteruitgang in de toestand van Lotti, kiest deze ervoor om euthanasie te plegen. De eerstvolgende keer dat Giph zijn vriendin telefonisch spreekt, is Lotti overleden. Hierdoor komt de relatie tussen de twee geliefden verder onder druk te staan en de situatie explodeert tijdens een vakantie met vrienden in La Palma.

## Cast
- Tijn Docter – Giph
- Carice van Houten – Samarinde
- Catherine ten Bruggencate – Lotti, Giphs moeder
- Karina Smulders – Stef, Giphs zusje
- Halina Reijn – Lureen, een vriendin van Samarinde
- Tygo Gernandt – Egon
- Maaike Neuville – Gulpje
- Johnny de Mol – Thijm
- Maartje Remmers – Meija